# Prezident Konfederovaných států amerických
Prezident Konfederovaných států amerických (anglicky President of the Confederate States of America) byla nejvyšší politická funkce v Konfederaci jedenácti jižních států Spojených států amerických mezi lety 1861 a 1865. Jediným, kdo tuto funkci zastával, byl Jefferson Davis.

## Ústavní vymezení
Ústava Konfederace byla téměř identická s ústavou Unie. Jeden z rozdílů spočíval v tom, že prezidentské volební období bylo prodlouženo ze čtyř let na šest, současně s tím však bylo zakázáno znovuzvolení. Pravomoci prezidenta Konfederace byly totožné s pravomocemi prezidenta Unie, tedy:
- jmenování a odvolávání ministrů, velvyslanců a dalších úředníků;
- jmenování soudců;
- velení ozbrojeným silám;
- sjednávání a uzavírání mezinárodních smluv;
- předkládání zpráv a návrhů Kongresu;
- podepisování zákonů s možností veta;
- vymáhání dodržování zákonů;
- udělování milostí a vyhlašování amnestií (mimo případ velezrady).

Proces volby byl analogický k volbě prezidenta Unie. Zvolený kandidát se ujímal funkce složením slibu:
| „                                        | Slavnostně slibuji (nebo přísahám), že budu čestně vykonávat funkci prezidenta Konfederovaných států a podle svých sil budu zachovávat, střežit a bránit jejich ústavu. | “ |
| — Článek II, Sekce 1 Konfederační ústavy | |   |

## Historie
Prozatímní kongres v Montgomery dne 9. února 1861 jednomyslně zvolil prezidentem Jeffersona Davise a viceprezidentem Alexandera H. Stephense. Stephens, který byl delegátem z Georgie, byl inaugurován do úřadu 11. února. Davis byl inaugurován do úřadu 18. února po svém příjezdu z Mississippi, kam odešel po své rezignaci z amerického Senátu.
Davis a Stephens byli potvrzeni ve funkcích dne 6. listopadu 1861 podle nové ústavy. Ve volbách bez protikandidátů získali 97% hlasů voličů a všech 109 volitelů. Hlavní město bylo přesunuto v červnu 1861 do Richmondu ve Virginii, kde se inaugurace konala 22. února 1862.
Za konec prezidentství Jeffersona Davise a zánik úřadu se obecně považuje den, kdy Davis a jeho kabinet prohlásili Konfederaci za rozpuštěnou, což bylo 5. května 1865, přestože Davis byl zadržen armádou Unie až 10. května.

## Sídlo
Sídlem prezidenta Konfederace byl tzv. Druhý Bílý dům, který se nachází ve čtvrti Court End v Richmondu. Byl postaven v roce 1818 a jako prezidentské sídlo sloužil od srpna 1861 do dubna 1865.

## Galerie

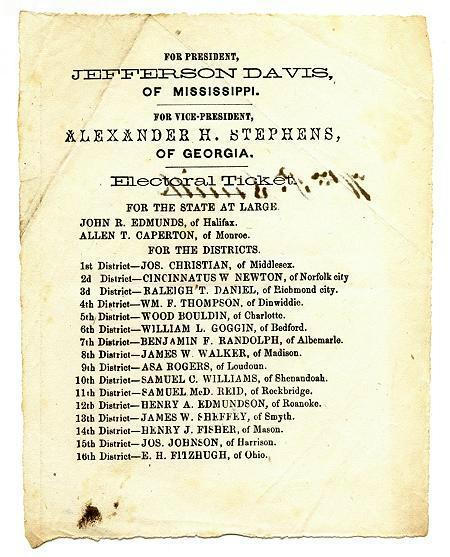
Hlasovací lístek z prezidentských voleb konaných 6. listopadu 1861
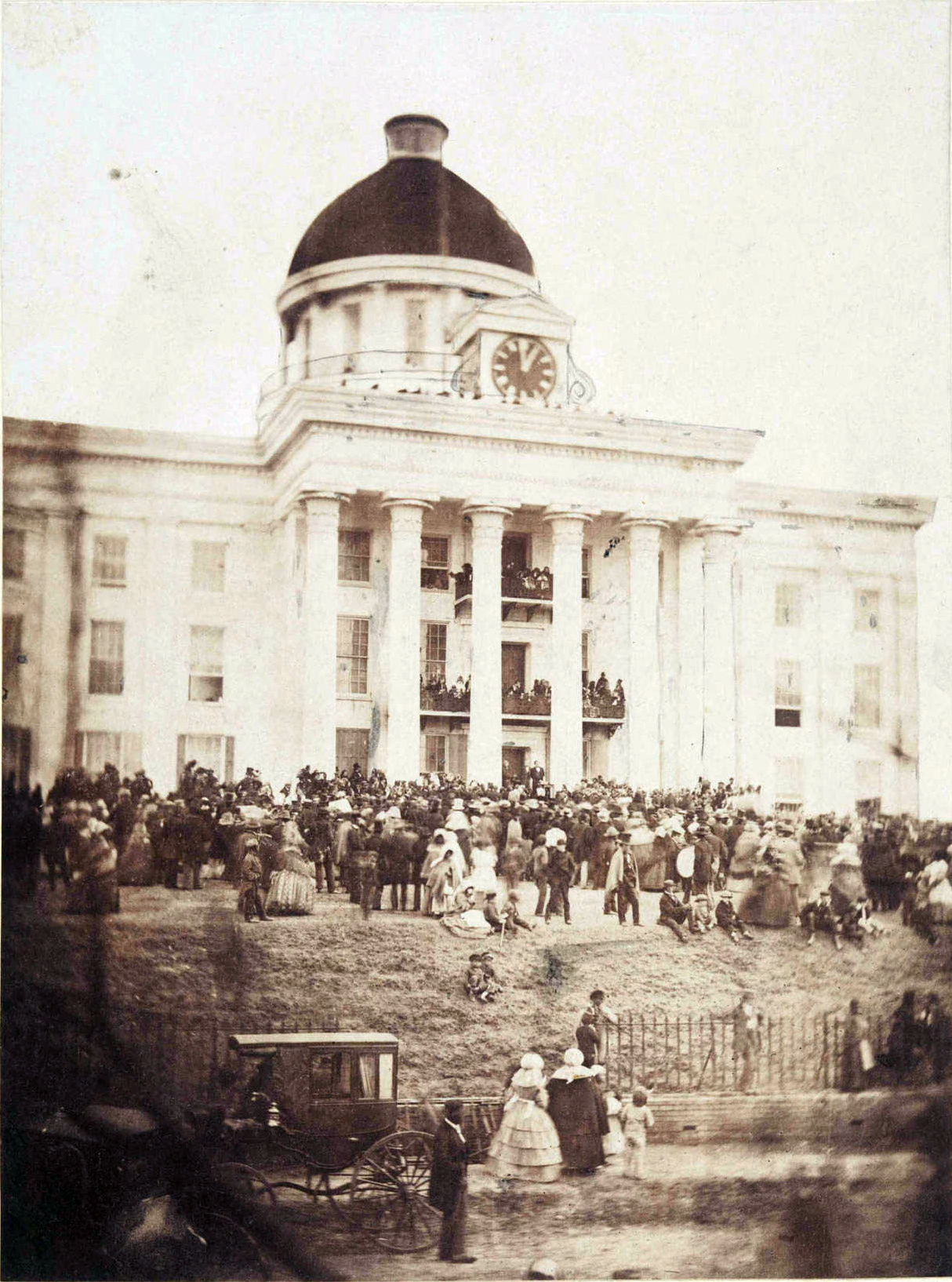
Inaugurace Jeffersona Davise do prezidentské funkce v Montgomery, 18. února 1861
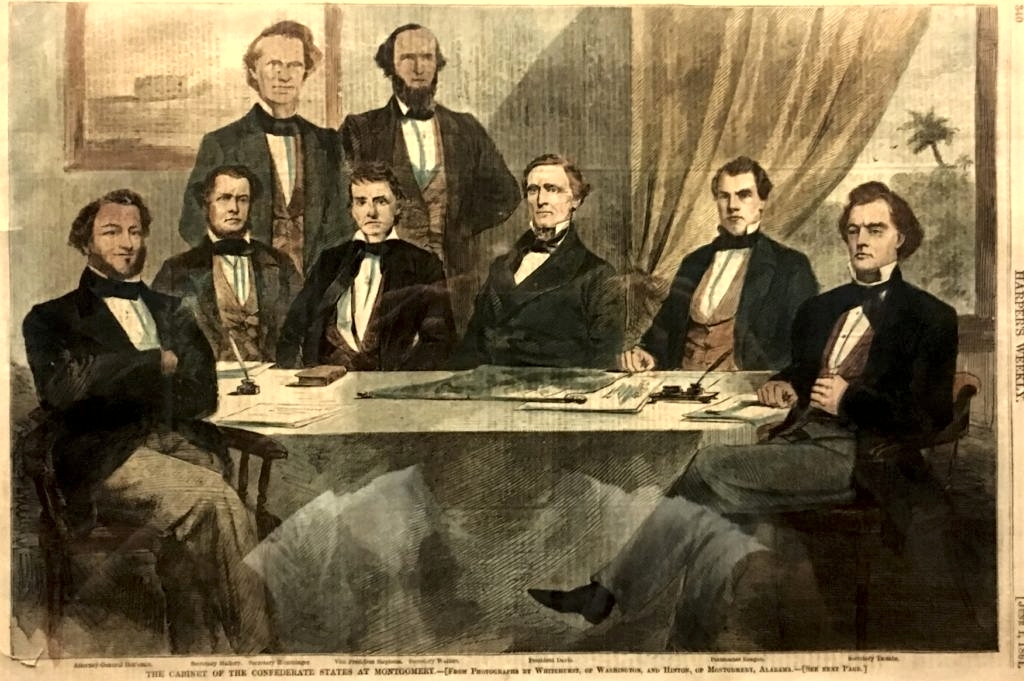
Prezident Davis (třetí zprava) se svým kabinetem (po jeho pravici sedí viceprezident Alexander H. Stephens)
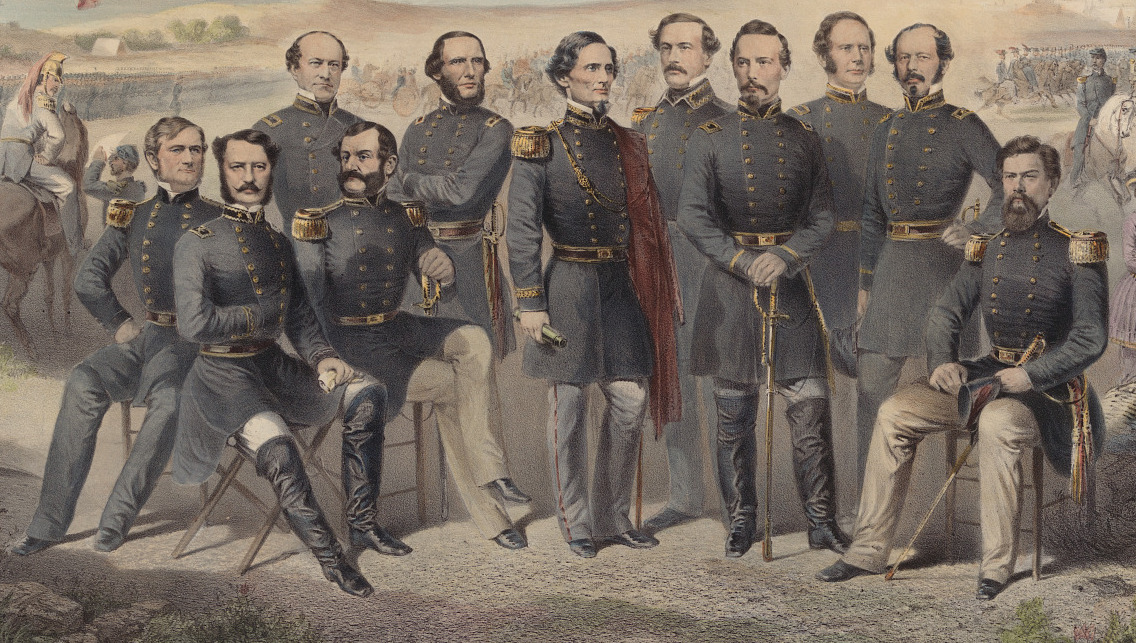
Prezident Davis (uprostřed) se svými veliteli (po jeho levici stojí generál Robert Edward Lee)
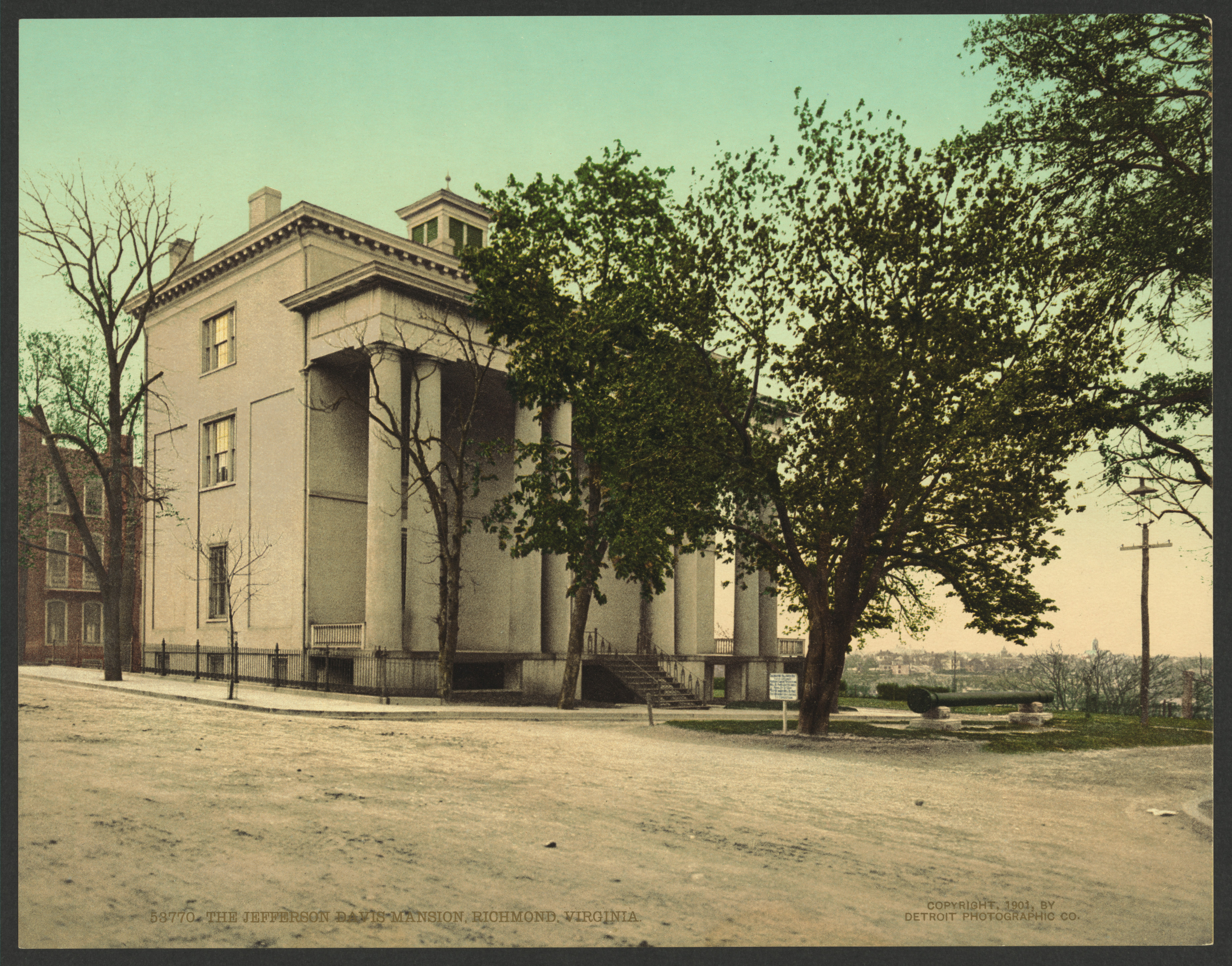
Prezidentské sídlo (tzv. druhý bílý dům) v Richmondu
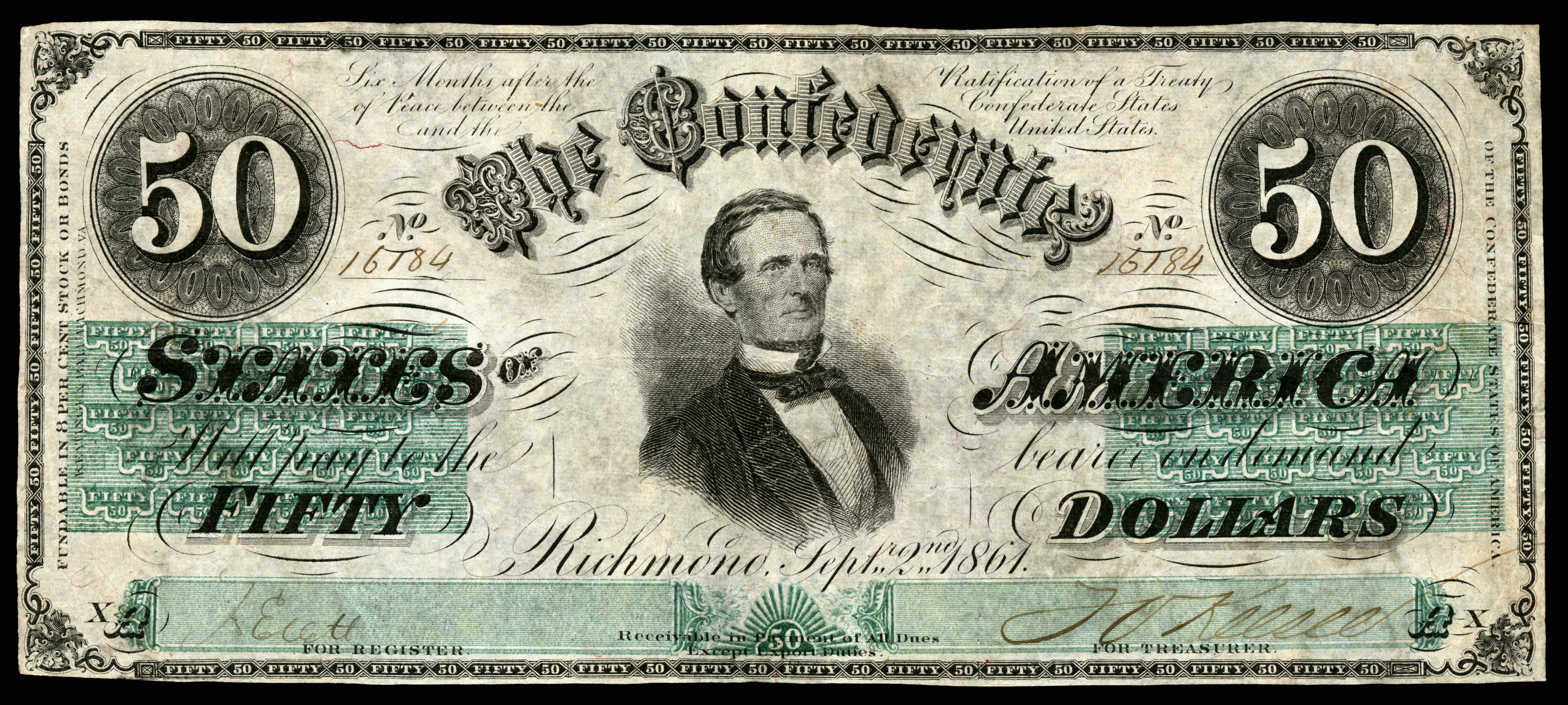
Bankovka z roku 1862 o nominální hodnotě 50 konfederačních dolarů s portrétem prezidenta Davise
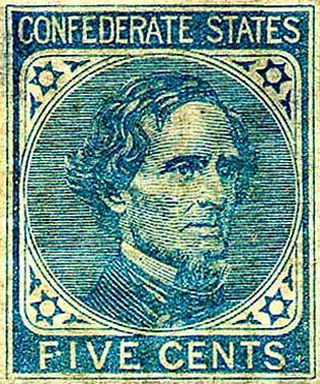
Poštovní známka z roku 1862 o nominální hodnotě 5 konfederačních centů s portrétem prezidenta Davise